# NGC 3196
NGC 3196 este o galaxie seyfert de tip 2⁠(d) situată în constelația Leul. A fost descoperită în 11 aprilie 1785 de către William Herschel.